# ألبرت تشايلدز (سياسي)
ألبرت تشايلدز هو سياسي أمريكي، ولد في 3 أبريل 1797، وتوفي في 15 ديسمبر 1864.